# Lennart Atterwall
Lennart Folke Alfons Atterwall (Perstorp, 26 marzo 1911 – Sjöbo, 23 aprile 2001) è stato un giavellottista svedese.

## Palmarès

### Europei
- 1 medaglia:
  - 1 oro (Oslo 1946 nel lancio del giavellotto)